# Eragrostis longipedicellata
Eragrostis longipedicellata är en gräsart som beskrevs av Bryan Kenneth Simon. Eragrostis longipedicellata ingår i släktet kärleksgrässläktet, och familjen gräs.
Artens utbredningsområde är Queensland. Inga underarter finns listade i Catalogue of Life.